# C2 (tunnelbanevagn)
C2 var en typ av tunnelbanevagn i Stockholms tunnelbana som tillverkades i 345 exemplar av ASEA och ASJ mellan 1949 och 1961. 
Vagnstypen liknade den föregående vagnstypen C1, men hade en annorlunda inredning med stolar placerade mittemot varandra istället för längs med tunnelbanevagnens väggar. 
Tre C1-vagnar byggdes om till C2; en vagn med okänt vagnsnummer renoverades år 1957 efter en brand, medan de andra två med vagnsnummer 2001 och 2002 byggdes om år 1966. 
År 1968 infördes tunnelradio i Stockholms tunnelbana, vilket gjorde att endast förarhytten i A-märkt ände fick användas som ledarhytt. Hytten var markerad med gula hörnmarkeringar för att indikera att den hade en komplett körutrustning. 
Sista året C2 användes som ledarvagn var år 1985, och år 1989 togs kvarvarande C2- och C3-vagnar ur trafik. 
På grund av vagnbrist i tunnelbanenätet efter att både C2 och C3 tagits ur trafik valde SL att renovera interiören på 21 stycken avställda C2-vagnar under sommaren år 1989. Väggarna fick en vit överdel och grön underdel, och dörrarna målades gröna. Sätena byttes även ut mot sittplatser efter ett krav från Brandförsvaret. De renoverade vagnarna sattes sedan åter i trafik för att komplettera den reguljära fordonsflottan. 
År 1990 totalrenoverades 37 stycken C2-vagnar av Kalmar Verkstad, där de främre sidofönstren, destinationsskylten och linjenummerskylten togs bort. Exteriören målades i Bernadotteblå färg med vita band och interiören fick vita väggfält med stänkfärg. Övriga detaljer målades orange och dörrarnas insida fick en brun färg, liksom många andra Cx-vagnar under samma period. Sätena byttes även ut till sittplatser och belysningen integrerades i taket likt nyare tunnelbanevagnar. 
År 1991 beslutades det att alla C2- och C3-vagnar skulle målas om i grönt. Ommålningen påbörjades omedelbart och den sista C2-vagnen målades om år 1993. 
I april år 1999 togs de sista C2-vagnarna ur trafik för gott. 

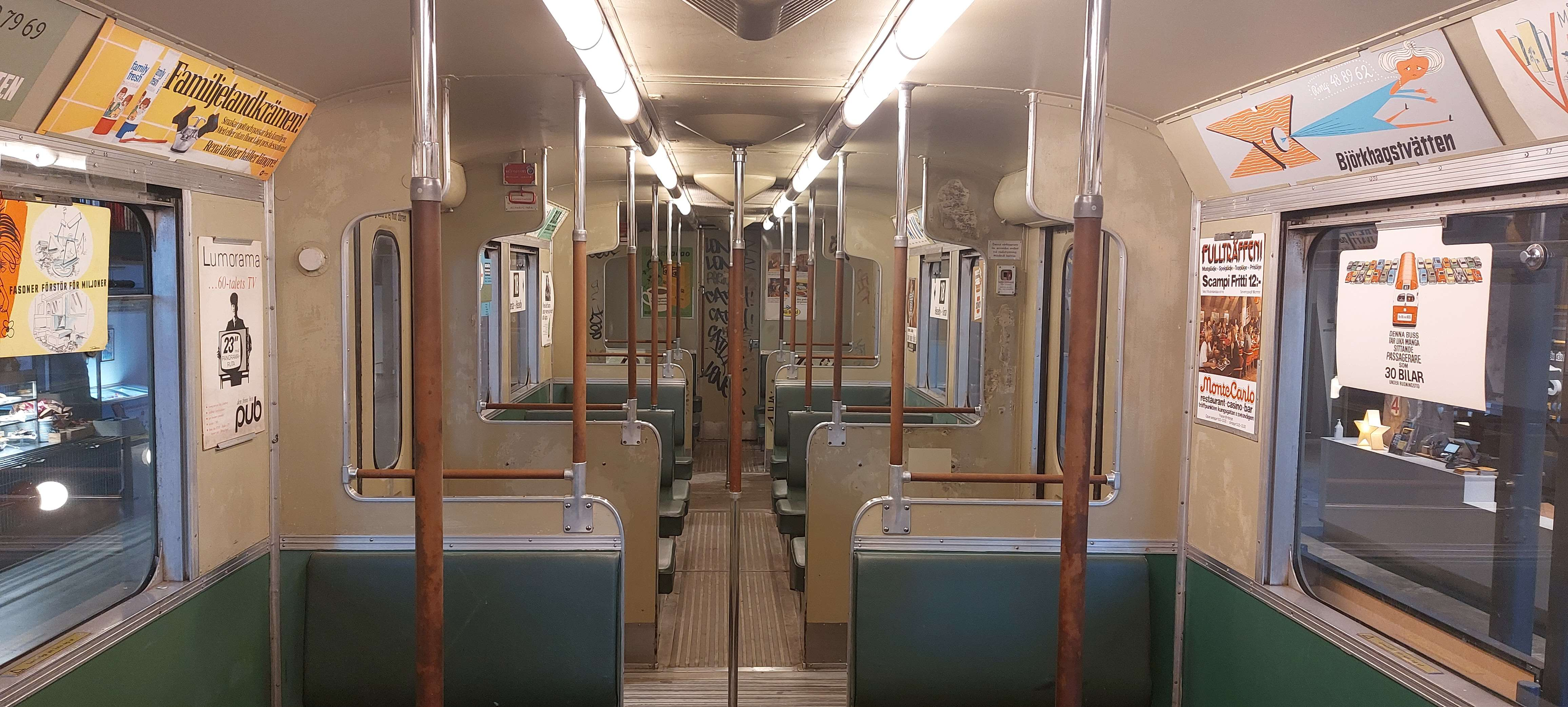
Interiören i den bevarade C2-vagnen i Spårvägsmuseet (utan svart skynke och dockor vid vagnens ände).

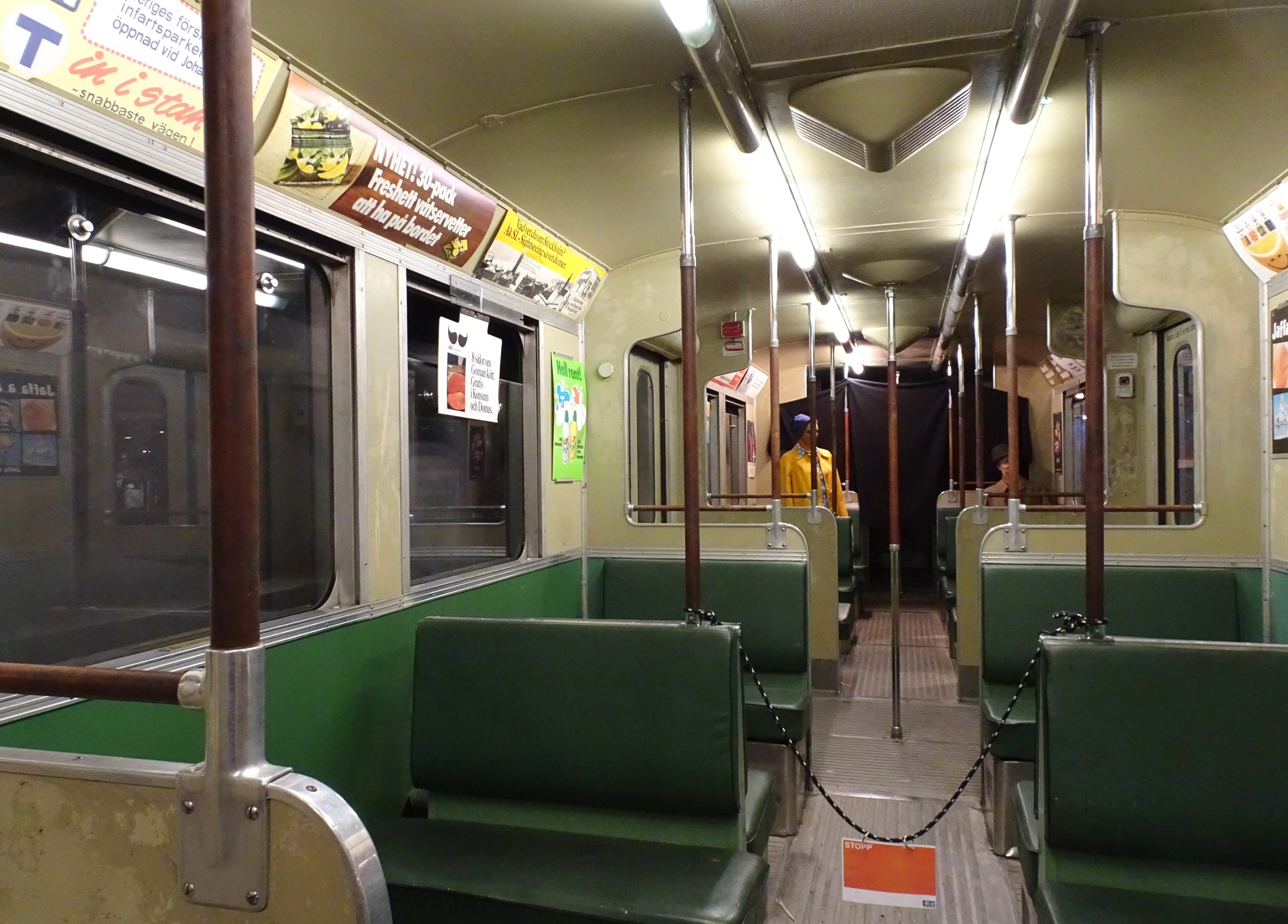
C2 med 60-tals interiör på Spårvägsmuseet.

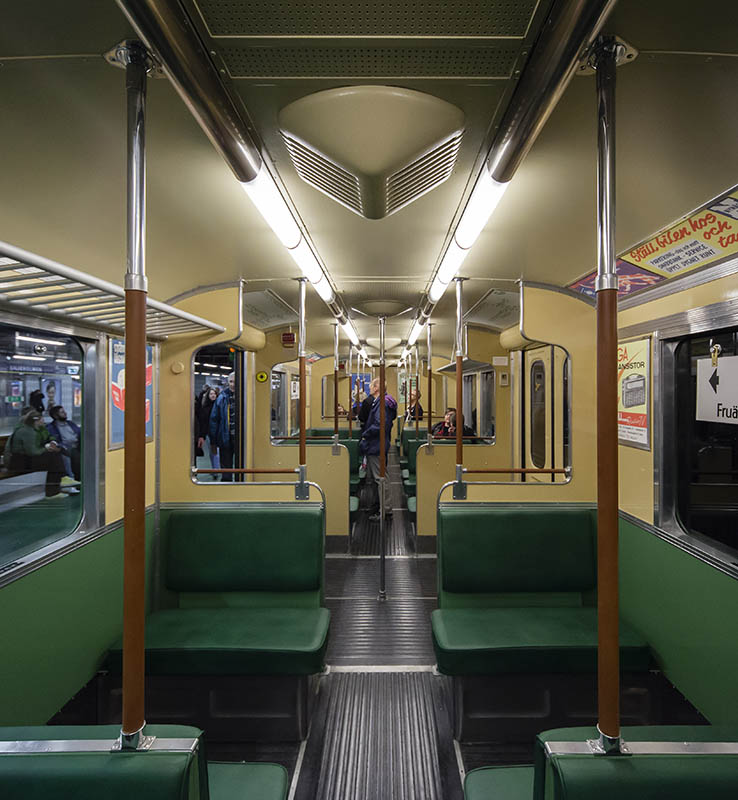
C2 renoverad med original interiör

## C2 året 1994
C2 2314 ställdes av under hösten år 1994 då den var hårt sliten. Det var oklart om den skulle sättas i trafik igen eller inte. C2 2168 och C2 2309 stod avställda i Rissne och ansågs som slopade. Ombyggnad till tjänstevagnar var ej aktuellt.

## C2 året 1995
1995 fanns 37 stycken C2 i trafik, bland annat vagnarna med vagnsnumren 2161 och 2449.
Under året slopades 5 stycken C2-vagnar: 2173, 2211, 2231, 2314, och 2315. Vagn 2173 och vagn 2198 gjordes i ordning våren år 1994 för att fungera som ledarvagnar i det C2-tåg som den 8 juli 1994 utgjorde det sista tåget från Bagarmossens gamla tunnelbanestation, innan stationen stängde temporärt för spårombyggnad och anslutning till Skarpnäcksbanan. Vid iordningställandet återöppnades de främre sidofönstren som tidigare hade täckts igen vid renoveringen under början av 90-talet.

## C2 åren 1996 och 1997
Under 1996 och början av 1997 fanns 34 stycken C2 i trafik, bland annat vagnarna med vagnsnummer 2161 och 2449.

## C2 året 1998
År 1998 fanns 28 stycken C2 i trafik, bland annat vagnarna med vagnsnumren 2161 och 2449.
Vagn 2413 skickades till Nykroppa under november 1998 för skrotning. Vagnarna med vagnsnumren 2168, 2205, 2212, 2286, 2309 och 2413 slopades alla under detta år.

## Bevarade vagnar
Vagn 2417 togs ur trafik 1990 och finns bevarad på Spårvägsmuseet. De tre vagnarna med vagnsnummer 2182, 2208, och 2415, ingår i Spårvägsmuseets veterantunnelbanetåg.

## Webbkällor
- Svenska spårvägssällskapet